# العلاقات المكسيكية الإسواتينية
العلاقات المكسيكية الإسواتينية هي العلاقات الثنائية التي تجمع بين المكسيك وإسواتيني.

## مقارنة بين البلدين
هذه مقارنة عامة ومرجعية للدولتين:
| وجه المقارنة                                              | المكسيك                                                                               | إسواتيني                                   |
| --------------------------------------------------------- | ------------------------------------------------------------------------------------- | ------------------------------------------ |
| المساحة (كم2)                                             | 1.97 مليون                                                                            | 17.36 ألف                                  |
| عدد السكان (نسمة)                                         | 130.53 مليون                                                                          | 1.37 مليون                                 |
| الكثافة السكانية (ن./كم²)                                 | 66.26                                                                                 | 78.92                                      |
| العاصمة                                                   | مدينة مكسيكو                                                                          | لوبامبا، مبابان                            |
| اللغة الرسمية                                             | اللغة الإسبانية                                                                       | لغة إنجليزية، لغة سوازي                    |
| العملة                                                    | بيزو مكسيكي                                                                           | ليلانغيني سوازيلندي                        |
| الناتج المحلي الإجمالي (بليون دولار)                      | 1.15 تريليون                                                                          | 4.41 مليار                                 |
| الناتج المحلي الإجمالي (تعادل القوة الشرائية) بليون دولار | 2.16 تريليون                                                                          | 11.13 مليار                                |
| الناتج المحلي الإجمالي الاسمي للفرد دولار أمريكي          | 9.01 ألف                                                                              | 3.20 ألف                                   |
| الناتج المحلي الإجمالي للفرد دولار أمريكي                 | 17.32 ألف                                                                             | 8.29 ألف                                   |
| مؤشر التنمية البشرية                                      | 0.756                                                                                 | 0.531                                      |
| رمز المكالمات الدولي                                      | +52                                                                                   | +268                                       |
| رمز الإنترنت                                              | .mx                                                                                   | .sz                                        |
| المنطقة الزمنية                                           | منطقة زمنية وسطى، المنطقة الزمنية الجبلية، زمن منطقة المحيط الهادئ، منطقة زمنية شرقية | التوقيت القياسي لجنوب أفريقيا، ت ع م+02:00 |

## منظمات دولية مشتركة
يشترك البلدان في عضوية مجموعة من المنظمات الدولية، منها:
| علم المنظمة | اسم المنظمة                        | تاريخ انضمام المكسيك | تاريخ انضمام إسواتيني |
| ----------- | ---------------------------------- | -------------------- | --------------------- |
|             | مؤسسة التنمية الدولية              | 24 أبريل 1961        | 22 سبتمبر 1969        |
|             | يونسكو                             | 4 نوفمبر 1946        | 25 يناير 1978         |
|             | وكالة ضمان الاستثمار متعدد الأطراف | 1 يوليو 2009         | 18 أبريل 1990         |
|             | الأمم المتحدة                      | 7 نوفمبر 1945        | 24 سبتمبر 1968        |
|             | الاتحاد البريدي العالمي            | ?                    | ?                     |
|             | البنك الدولي للإنشاء والتعمير      | 31 ديسمبر 1945       | 22 سبتمبر 1969        |
|             | الاتحاد الدولي للاتصالات           | 1 يوليو 1908         | 11 نوفمبر 1970        |
|             | منظمة حظر الأسلحة الكيميائية       | ?                    | ?                     |
|             | مؤسسة التمويل الدولية              | 20 يوليو 1956        | 22 سبتمبر 1969        |
|             | منظمة التجارة العالمية             | 1995                 | ?                     |
|             | منظمة الشرطة الجنائية الدولية      | ?                    | ?                     |

## وصلات خارجية
- موقع وزارة الخارجية المكسيكية